# Diana Montoya
Diana Montoya Gaviria (Bogotá, 19 de junio de 1966) es una periodista, locutora, productora de contenidos y presentadora colombiana.

## Trayectoria
Diana Montoya nació en Bogotá, donde estudió Comunicación Social en la Pontificia Universidad Javeriana. En 1988 inició su contacto con los medios de comunicación al llegar al noticiero 24 Horas, dirigido por Mauricio Gómez Escobar, asumiendo como productora de la sección de entretenimiento. Luego fue encargada de cobertura de Distrito, Orden Público e Información General.
Posteriormente dirige el Magazín 7:30 de Audiovisuales y en 1992 ingresa al programa Viva F.M. de Caracol Estéreo, de la mano de Julio Sánchez Cristo en el primer informativo en frecuencia modulada en Colombia. 
Entre 1992 y 1994 asume la presentación del Noticiero Criptón y poco después asume la reportera en vivo en el programa de RTI "Cambio y Fuera", bajo la dirección de Roberto Pombo.
En 1995 viaja a los Estados Unidos a dirigir el Servicio Internacional de Noticias para Caracol, desde la emisora de la cadena en Miami, WSUA Caracol Miami. Durante sus 13 años en los Estados Unidos conduce programas locales, hace parte de la mesa de trabajo de Caracol Colombia desde Miami, trabaja en televisión y relaciones públicas.
A su regreso a se vincula nuevamente a Caracol Radio, dónde dirigió programas como Hablar por hablar, La ventana  y A vivir que son dos días" junto a personajes como Santiago Rivas, Frank Solano. En 2013 asumió la Dirección de Mercadeo y Comunicaciones de Discovery Communications en Colombia hasta su renuncia en 2017. Actualmente dirige y presenta en las tardes Dos y punto.  En 2018 regresa a la televisión como presentadora de la sección de actualidad y denuncias de Lo se todo Canal Uno, hasta julio del mismo año, cuando decide renunciar y es remplazada por Carlos Calero.

## Vida personal
Está casada con él también comunicador Juan Jacobo Castellanos.